# Lisa Jakub
Lisa Jakub (* 27. prosince 1978 Toronto, Kanada) je bývalá kanadská filmová herečka.

## Počátky
Narodila se v Torontu, v současnosti však žije v USA.

## Kariéra
Před kamerou se objevila poprvé v roce 1985 a to konkrétně ve filmu Eleni. Vidět jsme jí mohli v několika celovečerních filmech. K těm nejznámějším patří filmy jako Táta v sukni, Popínavá růže, Zamilovaný George Lucas či Den nezávislosti.
Dnes se již herectví nevěnuje.

## Ocenění
Za filmy Táta v sukni a Popínavá růže byla dvakrát nominována na cenu Young Artist Award, úspěšná však nebyla ani jednou.

## Filmografie

### Filmy
- 1985 – Eleni
- 1991 – Popínavá růže
- 1993 – Matiné, Táta v sukni
- 1996 – Den nezávislosti
- 1997 – Kosmetička a zvíře
- 1998 – Painted Angels
- 1999 – Procházka po měsíci, Zamilovaný George Lucas
- 2000 – Double Frame

### Televizní filmy
- 1986 – The Right of the People, Christmas Dove
- 1988 – Once Upon a Giant
- 1989 – The Phone Call, Glory!Glory!
- 1991 – Případ Doktorky Willisové, Pohádková babička
- 1993 – Úctyhodná žena 2
- 1994 – Volání o pomoc
- 1995 – Fight for Justice: The Nancy Conn Story, Ideální rodina
- 1996 – Bermudský trojúhelník, Lifeline, Je bezva bejt čuně
- 1997 – Newton: A Tale of Two Isaacs, Hranice nevinnosti
- 1998 – Vraždící dům
- 2000 – The Royal Diaries: Isabel – Jewel of Castilla

### Seriály
- 1986 – Kay O´Brien
- 1987–1989 – Friday the 13th
- 1988 – Alfred Hitchcock uvádí, Emergency Room
- 1989 – The Twilight Zone
- 1990 – War of the Worlds, Night Court
- 1994 – Směr jih
- 1999 – Mentors, Jack & Jill